# Đất hoang
Đất hoang (tíếng Anh: The Waste Land) – là một bài thơ hiện đại của nhà thơ Mỹ đoạt giải Nobel Văn học năm 1948, T. S. Eliot. Đất hoang được coi là "một trong những bài thơ quan trọng nhất của thế kỷ XX. Mặc dù vẫn còn một đôi chỗ được xem là chưa rõ ràng giữa châm biếm và lời tiên tri, nhưng những thay đổi đột ngột trong sự báo trước về địa điểm và thời gian, thuộc về bi ca nhưng đáng sợ cho thấy một phạm vi rộng lớn và gay gắt giữa các nền văn hóa và văn học - bài thơ đã trở thành một hòn đá tảng của văn học hiện đại. Các cụm từ nổi tiếng của nó là "Tháng tư là tháng khắc nghiệt" (dòng đầu tiên của trường ca); "Em sẽ chỉ ra trong một nắm tro tàn sợ hãi" "; và dòng cuối cùng của trường ca là câu thần chú bằng tiếng Phạn "Shantih shantih shantih". Cùng với các tác phẩm: Bản tình ca của J. Alfred Prufrock, Ngày thứ Tư tro bụi (bài thơ), Những kẻ rỗng tuếch và Bốn khúc tứ tấu - Đất hoang có sự ảnh hưởng rất sâu rộng đến ngôn ngữ thơ ca Anh - Mỹ nói riêng và văn hóa thế giới nói chung.
Trường ca quan trọng này đã được trích dịch một số phần ra tiếng Việt. Hiện tại có các bản dịch của Nguyễn Viết Thắng và Dương Tường.

## Tổng quan

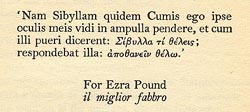
Đề từ của Đất hoang

Trường ca Đất hoang in lần đầu ở tạp chí Criterion (Luân Đôn) tháng 10 – 1922. "Đất hoang" là biểu tượng của châu Âu sau chiến tranh thế giới I, khủng hoảng tinh thần, thiếu lòng tin... Tuy vậy ẩn ý của trường ca là những cuộc truy tìm chiếc Chén Thần (Holy Grail), chiếc chén mà Chúa Giê-su đã uống trong bữa ăn cuối cùng. Eliot lên hệ với truyền thuyết trong tác phẩm Cành vàng của J. Fraser. Vua Cá (Fisher King – biểu tượng của cuộc sống) bị làm bùa phép và bị giết, mặt đất trở thành đất hoang. Chàng hoàng tử Perceval (Percyvelle) giải thoát được cho nhà vua bằng cách vượt qua nhiều thử thách tìm đến Nhà Nguyện để nhận biết những nghi lễ của Chén Thần... Eliot thường xuyên so sánh, đối chiếu hiện tại với quá khứ.
Đề từ của trường ca lấy từ tác phẩm Satyricon (chương 48) của nhà văn La Mã Arbite (Gaius) Petronius (? – 66). Xibila ở Cumai (the Cumaean sibyl) xin thần Apollo cho một cuộc sống vĩnh cửu nhưng quên xin một tuổi trẻ vĩnh cửu. Cơ thể của Xibila nhăn nheo, teo tóp bỏ được vào trong chai. Trong Đất hoang Xibila trở thành bà Sosostris, là người giống như nhà tiên tri mù Tiresias trong thần thoại Hy Lạp. Theo thần thoại Hy Lạp, Tiresias biến thành phụ nữ trong bảy năm rồi lại trở về làm đàn ông (do dùng gậy đánh vào hai con rắn đang quấn quýt lây nhau), sau đó trở thành người trọng tài trong cuộc tranh luận giữa các vị thần (Zeus và Hera): Ai là người nhận được nhiều hơn khoái cảm của tình yêu – đàn ông hay phụ nữ? Khoái cảm của phụ nữ mạnh hơn khoái cảm của đàn ông gấp chín lần – kết luận của Tiresias. Vì điều kết luận này mà nữ thần Hera tức giận, đã làm cho Tiresias trở thành mù nhưng được thần Zeus ban cho một cuộc sống trường thọ.
Trường ca có 5 phần:
1. The Burial of the Dead
2. A Game of Chess
3. The Fire Sermon
4. Death by Water
5. What the Thunder Said